# 카쇼에이루지이타페미링

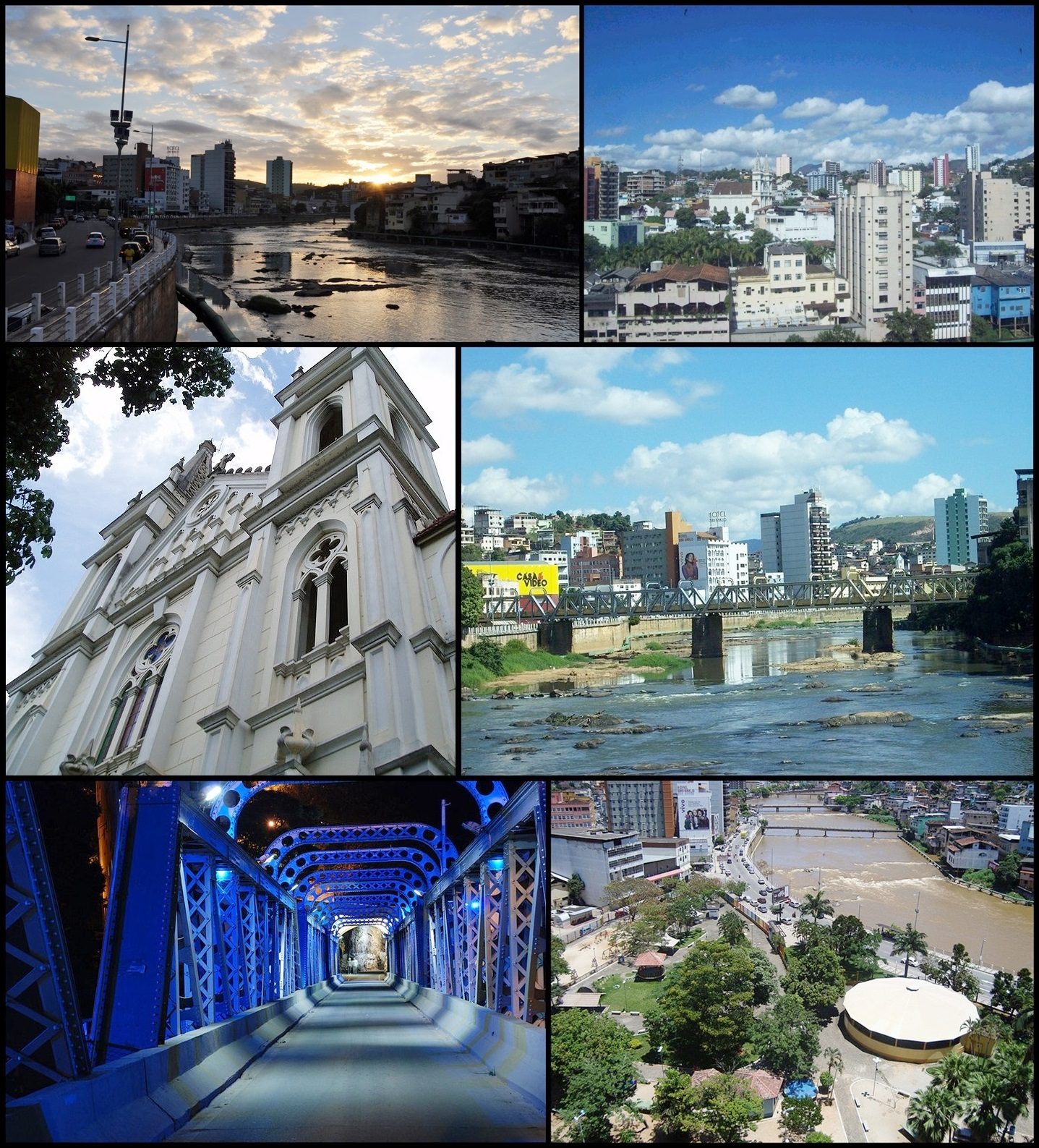
카쇼에이루지이타페미링

카쇼에이루지이타페미링의 위치

카쇼에이루지이타페미링(포르투갈어: Cachoeiro de Itapemirim)은 브라질 이스피리투산투주의 도시로 면적은 876.792km2, 높이는 22m, 인구는 209,878명(2010년 기준), 인구 밀도는 216.6명/km2이다. 도시가 설립된 시기는 1890년 11월 11일이다. 이스피리투산투 주 남부의 경제 중심지이며 브라질의 대리석, 화강암 채굴의 중심 도시이기도 하다. 주도 비토리아에서 남쪽으로 164km 정도 떨어진 곳에 위치한다.